# Psaliodes magnipalpata
Psaliodes magnipalpata är en fjärilsart som beskrevs av Paul Dognin 1901. Psaliodes magnipalpata ingår i släktet Psaliodes och familjen mätare. Inga underarter finns listade i Catalogue of Life.